# Марінель Сумук Убальдо

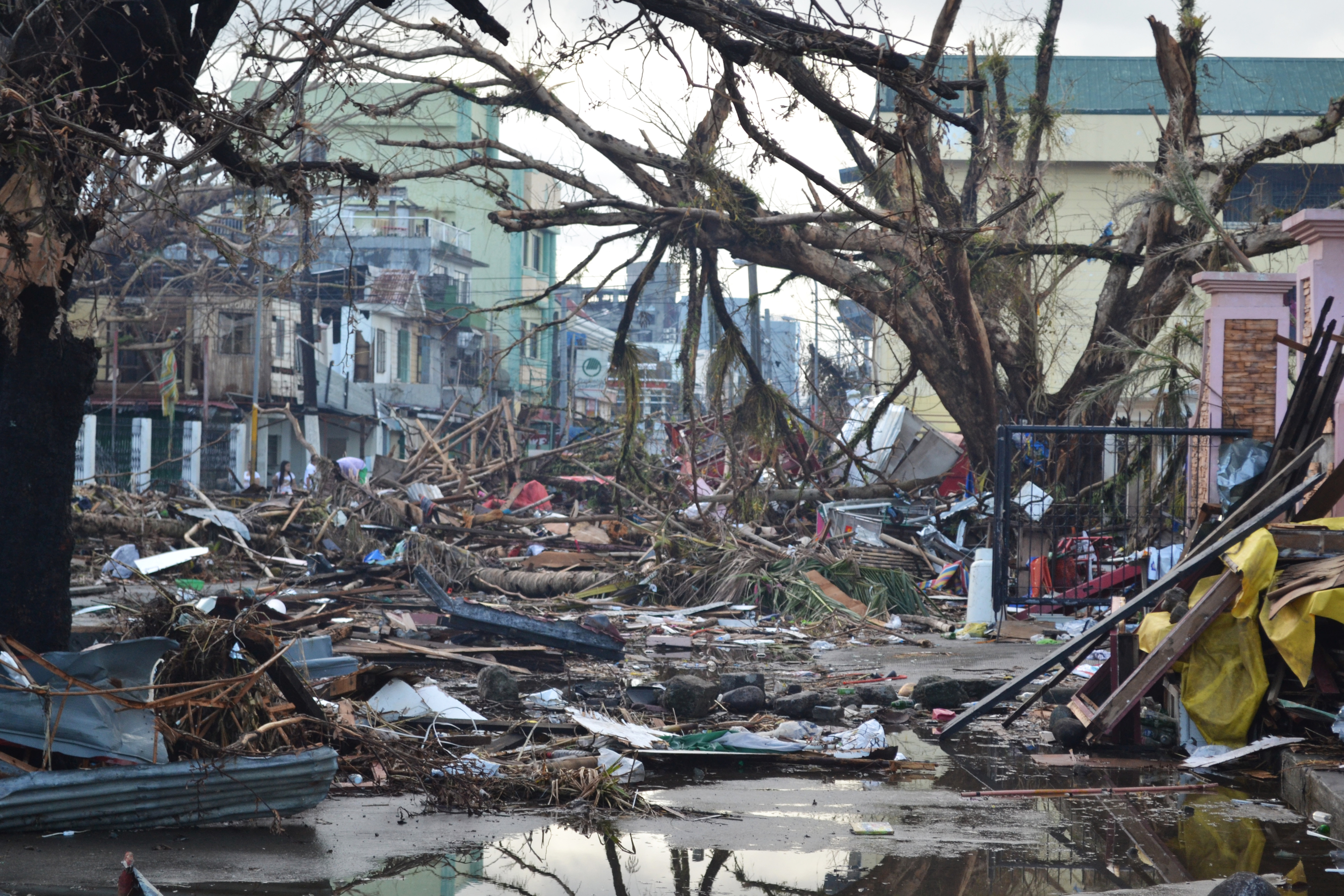
Вплив тайфуну Хайян, Філіппіни (2013)

Марінель Сумук Убальдо (нар. 1997) — кліматична активістка з Філіппін, яка допомогла організувати перший кліматичний страйк молоді у своїй країні. Вона надала інформацію як свідок громади для Філіппінської комісії з прав людини в рамках їх розслідування щодо корпоративної відповідальності та того, чи можна вважати наслідки глобального потепління порушеннями прав людини на Філіппінах.

## Життєпис
Марінель Убальдо народилася 1997 року у Манілі на Філіппінах. Її батько — рибалка.
До 2013 року Убальдо була молодіжною лідеркою у Plan International, організації, яка створена з метою підтримки прав дітей і жінок. У цій ролі Убальдо заявляє, що вона навчала місцеві групи виявленню та усуненню можливих причин глобального потепління.
У листопаді 2013 року під час тайфуну Хайян розпочався вітер, який досяг швидкості 275 км/год і підняв хвилі висотою до 15 метрів, негативно вплинувши на низинні регіони Філіппін. В результаті стихії загинули понад 6 тисяч людей, 28 тисяч отримали поранення. Вчені стверджують, що суворі погодні явища, такі як цей тайфун, стають частішими та зростає їх інтенсивність через глобальне потепління. Відчувши на власному досвіді наслідки тайфуну Хайян, Убальдо продовжила свою кліматичну активність, лобіюючи уряди вирішувати проблему голобального потепління.

## Активізм
Убальдо виступає за заборону одноразового пластику, зменшення викидів вуглецю та інвестиції у відновлювані джерела енергії.
У 2015 році Убальдо виступила на кліматичній конференції Організації Об'єднаних Націй (ООН), де вона сказала: «Будь ласка, подумайте про нас, подумайте про майбутні покоління, які постраждають, тому що ви не прийняли рішень вчасно». Убальдо заявила, що боротьба з глобальним потеплінням є «метою мого життя».
У жовтні 2019 року Убальдо відвідав навчальний захід з кліматичного лідерства в Йокогамі, Японія, організований Альбертом Гором. Вона також виступала в різних японських університетах.
Убальдо сказала, що:

Країни Першого Світу… [можуть] припинити підживлювати глобальне потепління та змінити бізнес-практику, щоб можна було зменшити викиди вуглецю… Ці країни повинні бути відповідальними та нести покарання. Це так несправедливо, що люди, такі нації, як Філіппіни, страждають від явища, яке ми не спричинили.Убальдо каже, що потрібно вимагати від компаній, які займаються видобутком горючих викопних копалин, зменшувати видобуток для зменшення темпів глобального потепління. Вона каже, що залишається оптимістично налаштована на те, що можна розробити стратегії для пом'якшення наслідків глобального потепління.